# Carta de Derechos y Deberes Económicos de los Estados
La Resolución 3281 (XXIX) de la Asamblea General de las Naciones Unidas, más conocida como la Carta de Derechos y Deberes Económicos de los Estados, es uno de los documentos fundamentales del Nuevo Orden Económico Internacional: una serie de propuestas impulsadas por los países del Tercer Mundo durante la década de 1970 para balancear, a favor de las periferias, los términos de la economía mundial. La Carta, que también se conoce como “Carta Echeverría” por haber sido propuesta y promovida por el entonces presidente de México, Luis Echeverría Álvarez, fue adoptada por la Asamblea General de la Organización de Naciones Unidas el 14 de diciembre de 1974, tras dos años de negociaciones. Esta Resolución fue aprobada con 120 votos a favor, 6 en contra y 10 abstenciones. A grandes rasgos, la distribución de votos se dividió entre los países en vías de desarrollo a favor, y los países industrializados en contra o sin pronunciación.
Esta Carta ha sido estudiada por su relevancia en la historia de la legislación internacional. Sin embargo, su interés también está en que es muestra de las discusiones económicas y políticas que los países menos desarrollados promovieron en el contexto de la Guerra Fría. Frente a las opciones de modernización encontradas que presentaban el capitalismo y el socialismo, las naciones recién descolonizadas de Asia y África, entre otras de América Latina, exploraron la posibilidad de crear un orden mundial alternativo más justo y que ofreciera opciones de desarrollo y crecimiento a las naciones más pobres. La Carta fue elaborada por representantes de 40 países miembros del órgano encargado de los temas comerciales en la Asamblea General de la ONU: la Conferencia de las Naciones Unidas sobre Comercio y Desarrollo, (UNCTAD, por sus siglas en inglés), liderada por el G-77 o grupo de los 77. 

## Contenido de la Carta de Derechos y Deberes Económicos de los Estados
La Carta de Derechos y Deberes Económicos de los Estados se adoptó en la sesión plenaria no. 2315 de la Asamblea de Naciones Unidas, el 12 de diciembre de 1974. La intención era atender lo acordado en la tercera reunión de la UNCTAD, sostenida dos años antes en Santiago de Chile:

[...] la urgente necesidad de establecer normas obligatorias que rijan en forma sistemática y universal las relaciones económicas entre los Estados [...] no es factible alcanzar un orden internacional justo ni un mundo estable en tanto no se formule la Carta que ha de proteger debidamente los derechos de todos los países y en particular de los países en desarrollo”.

La Carta concretaba dos resoluciones anteriores de la Asamblea General de Naciones Unidas: la número 3201 (S-VI), titulada “Declaración sobre el establecimiento de un nuevo orden internacional” y la número 3202 (S-VI) que se refería al “Programa de acción sobre el establecimiento de un nuevo orden económico internacional”. En ambas ya se adelantaba que el acuerdo “constituiría un instrumento eficaz para crear un nuevo sistema de relaciones económicas internacionales basado en la equidad, la igualdad soberana y la interdependencia de los intereses de los países desarrollados y los países en desarrollo”.
Tras enumerar una serie de principios para las relaciones económicas fundadas en la paz, la no intervención, la cooperación y la libre determinación de los pueblos, la Carta se proponía reparar “las injusticias existentes por imperio de la fuerza que priven a una nación de los medios naturales necesarios para su desarrollo normal”. Además, establecía un compromiso con la seguridad económica, “en particular de los países en desarrollo”.
Su primer capítulo estipulaba, en el artículo 1, el derecho soberano de todos los Estados a “elegir su sistema económico, así como su sistema político, social y cultural, de acuerdo con la voluntad de su pueblo, sin injerencia, coacción ni amenaza externas de ninguna clase”. En el contexto de la Guerra Fría y las presiones que ejercían los bloques capitalista y socialista, este era un reconocimiento significativo.
Otras cuestiones que hacían eco del momento político internacional eran, por ejemplo, el artículo 16, que establecía que es “derecho y deber de todos los Estados, individual y colectivamente, eliminar el colonialismo, el apartheid, la discriminación racial, el neocolonialismo y todas las formas de agresión, ocupación y dominación extranjeras, así como las consecuencias económicas y sociales de éstas como condición previa para el desarrollo”. Además, se señalaba que los Estados no podían emprender o fomentar inversiones que constituyeran un “obstáculo para la liberación de un territorio ocupado por la fuerza” y finalmente, la Carta promovía el “desarme general y completo bajo un control internacional eficaz”.
El resto de los artículos dedicados a los derechos de los Estados declaraban la libertad de los países de regular las inversiones y empresas extranjeras en su territorio y disponer libremente de sus recursos naturales. Esto incluía la decisión de nacionalizarlos, siempre y cuando existiera una compensación conforme a lo establecido por la ley. Para las naciones desarrolladas, que hasta entonces habían aprovechado los recursos de los países productores de materias primas con bastante libertad estos eran temas sensibles y fueron motivo de muchas discusiones durante el proceso de negociación. Sobre todo el artículo 2, que decía muy claramente que cualquier controversia referente a los procesos de nacionalización se resolvería conforme a las leyes y tribunales del país interesado en nacionalizar (ver sección: Preparación y negociaciones). 
Con esta misma lógica, la Carta establecía el derecho de todas las naciones a asociarse comercialmente con quienes decidieran, elegir libremente los objetivos y medios para su desarrollo y “participar plena y efectivamente en el proceso internacional de adopción de decisiones para la solución de los problemas económicos, financieros y monetarios mundiales”. Finalmente, se establecía el derecho a participar en alianzas regionales a conveniencia, aunque siempre manteniendo los principios de la Carta.
Por su parte, las obligaciones de los Estados quedaron bien resumidas en el Artículo 6: 

Es deber de los Estados contribuir al desarrollo del comercio internacional de mercancías, en especial a través de arreglos y mediante la conclusión de acuerdos multilaterales a largo plazo sobre productos básicos, según corresponda, y teniendo en cuenta los intereses de productores y consumidores. Todos los Estados comparten la responsabilidad de promover la corriente y el acceso regulares de todas las mercancías a precios estables, remuneradores y equitativos, contribuyendo así al desarrollo armónico de la economía mundial, teniendo en cuenta, en particular, los intereses de los países en desarrollo.

Se solicitaba a los países cooperar “para facilitar relaciones económicas internacionales más racionales y equitativas y para fomentar cambios estructurales en el contexto de una economía mundial equilibrada”. Aunado a esto, se estipulaba que para promover el progreso social y económico, era importante facilitar “el acceso de los países en desarrollo a los avances de la ciencia y la tecnología modernas, la transmisión de tecnología y la creación de tecnología autóctona”. A los países ricos se les exhortaba a aumentar el “volumen neto de las corrientes financieras a los países en desarrollo” en el entendido de promover y expandir el libre comercio.
Sin embargo, se tomaban en cuenta ciertas restricciones, según aclaraba el artículo 28:

Todos los Estados tienen el deber de cooperar a fin de lograr ajustes en los precios de las exportaciones de los países en desarrollo con relación a los precios de sus importaciones, con el propósito de promover relaciones de intercambio justas y equitativas para éstos, de manera tal que sean remunerativos para los productores y equitativos tanto para los productores como para los consumidores.

Finalmente, el último apartado de la Carta de Derechos y Deberes Económicos de los Estados solicitaba que ninguna nación coaccionara a otra a través de medidas económicas o políticas. Se establecía que los artículos debían interpretarse considerando el conjunto de artículos contenidos en la Carta, y se proponía vigilar la aplicación y avances de la misma cada cinco periodos de sesiones. 
Estos acuerdos no fueron fáciles de alcanzar. El contenido de la Carta se discutió mucho, y enfrentó reservas lo mismo de China, que de los países ricos y el empresariado internacional. Al mismo tiempo, hubo quien, como el economista mexicano Víctor Urquidi celebró la aprobación el documento porque se proponía “objetivos que son vitales en el sentido de que representan las aspiraciones de un gran número de países de la comunidad mundial que han encontrado que el orden internacional existente es insatisfactorio e injusto”. Urquidi, que había trabajado en la CEPAL y dirigió la subsede de la institución en México, también señaló algunas de las carencias del documento. Entre ellas, el hecho de que se ignorara los temas de población, energía y alimentación, y hubiera “pocas evidencias concretas de preocupación” por aquellas cuestiones que a largo plazo determinarían la “supervivencia de la humanidad y de las interrelaciones globales”. Para el mexicano, el éxito de la Carta dependería de que sus medidas fueran implementadas. Esto, sin embargo, nunca sucedió, tanto por los desencuentros sobre el carácter legal de la Carta, como por las condiciones en que fue votada (ver sección "Legado").

## Contexto histórico
La Carta de Derechos y Deberes Económicos de los Estados condensó una serie de preocupaciones sobre las relaciones internacionales que provenían de distintas fuentes. En primer lugar, era parte de una discusión histórica dentro de la ONU con respecto a los principios que debían regir las relaciones entre los países. Al mismo tiempo, dialogaba con los reclamos de los países menos desarrollados y la ideología tercermundista surgida a principios de 1970. Finalmente, la Carta era producto de una activa participación de la diplomacia mexicana en la arena internacional, y sobre todo en la ONU, que adquirió un impulso renovado con durante la presidencia de Luis Echeverría (1970-1976).

### Los esfuerzos de las Naciones Unidas por la igualdad de los Estados
La Carta firmada en 1974 retomó las discusiones sostenidas en la Asamblea General de las Naciones Unidas desde 1949 a propósito de los derechos y obligaciones que tendrían las naciones miembro. Los debates buscaban regular las relaciones entre los Estados para lograr el objetivo de "convivencia armónica" que había dado nacimiento a la ONU. 
En diciembre de 1949, siguiendo una propuesta de Panamá, la Comisión de Derecho Internacional de la ONU dio a conocer un proyecto de Declaración de Derechos y Deberes de los Estados que incluía muchos de los principios del documento que sería presentado décadas después por México. En ese proyecto se declaraba la igualdad jurídica de las naciones, la soberanía de todos los Estados para decidir su forma de gobierno, sus facultades legales y su jurisdicción. Se señalaba el deber de no intervenir en asuntos de otras naciones y el respeto a los derechos del hombre, la paz y la legislación internacional. Lo que no incluía, sin embargo, eran directrices para la regulación de la economía mundial.
La Asamblea de la ONU resolvió enviar este borrador a los Estados miembro, solicitándoles entregar sus opiniones sobre el documento a más tardar en julio de 1950. Sin embargo, según explica el reporte de la sesión plenaria de finales de 1951, la cuestión tuvo que ser pospuesta a falta de respuesta de los Estados. El tema volvería a aparecer en las resoluciones de la Asamblea General más de veinte años después, tras la propuesta de México en la UNCTAD de realizar un documento dedicado a la regulación de las relaciones económicas para mejor convivencia de los países.
El asunto concreto de la responsabilidad económica que tenían unas naciones con otras se constata como una preocupación de la ONU desde la conferencia sostenida en El Cairo entre el 9 y el 18 de julio de 1962. El motivo de dicha reunión era la vertiginosa integración a la ONU de los países recientemente independizados en Asia y África, mismos que veían en esta institución un buen vehículo para dar a conocer sus necesidades y demandas gracias al principio de “un voto por Estado” que la regía.
En esa reunión se discutieron ampliamente las desventajas que el acuerdo comercial vigente significaba para los países menos desarrollados. En la Declaración de El Cairo de los Países en Desarrollo los más de treinta países firmantes aseguraban que sus problemas sociales y económicos podrían ser resueltos si se respetaban los principios de la Carta de las Naciones Unidas y se buscaba una serie de esfuerzos de cooperación económica y asistencia internacional. Además, en la declaración se alentaba a los países en vías de desarrollo a establecer relaciones económicas y comerciales entre ellos y se urgía a los países industrializados a “abolir todas las barreras económicas discriminatorias que afectaban de forma adversa las exportaciones” de sus contrapartes. También se expresó aquí la falta de acceso al mar de algunos países, un tema que también que sería retomado en la Carta de 1974.
Salvo por Cuba y Singapur que atravesaban procesos nacionales complejos, todos los países que firmaron la Declaración de El Cairo se integraron algunos años después, en 1964, al Grupo de los 77 . El primer mensaje del G77 fue la Carta de Argel también conocida como la Declaración Universal de los Derechos de los Pueblos.
Como resumía un artículo publicado en el diario El País en julio de ese año:

Durante breves días, representantes de movimientos de liberación de casi todos los pueblos oprimidos del mundo -la mayoría de ellos por sus propios gobiernos- y juristas de distintas nacionalidades se han enfrentado a la concepción clásica del Derecho Internacional que concede primacía a los intereses de los Estados sobre los de los pueblos. La reunión de Argel [...] es la expresión unánime de repudio de la explotación de los pobres, por los ricos. Es el rechazo de toda clase de imperialismo: político, económico, cultural”.

La Carta de Argel era la unión de tres esfuerzos conjuntos anteriores: la Declaración Africana de Argel, la Declaración de Bangkok de países asiáticos (agosto de 1967) y la Carta de Tequendama de América Latina (septiembre de 1968). Todos estos documentos denunciaban el deterioro económico de los países en desarrollo a causa de la disminución en su poder de compra, el aumento de deuda, el estancamiento en su producción alimentaria y la explotación demográfica de los últimos quince años. A pesar de reconocer que las medidas económicas que pudieran funcionar para todos los países eran difíciles de determinar, proponían que los cambios se hicieran en las siguientes esferas: la política sobre las mercancías, incluida la asesoría técnica para programas de diversificación; la preferencia comercial en manufacturas y semimanufacturas; finanzas de desarrollo; la integración regional económica; la balanza de invisibles; y la promoción comercial. 
En esta declaración, los países del G-77 señalaban la importancia de la UNCTAD, establecida en 1964, como un vehículo crucial en la creación de una nueva dinámica comercial para el mundo. Muchas de estas ideas en efecto tuvieron seguimiento en la reunión de la UNCTAD ocho años después que dio nacimiento a la "Carta Echeverría".

### Ideología del Tercer Mundo
Además de la actividad al interior de la Organización de las Naciones Unidas que tenía la intención de resolver las desigualdades estructurales entre los países, el contexto de la Guerra Fría y de la lógica del mundo bipolar vio surgir un esfuerzo de organización paralelo entre los países menos desarrollados. Las naciones más pobres, y sobre todo aquellas que en Asia y África habían emprendido procesos de descolonización durante los años cincuenta y sesenta, eran la prueba de que el “extractivismo” imperante había creado una serie de injusticias globales que era necesario revertir para lograr el sueño de soberanía de estas naciones. En una serie de reuniones con resultados muy variados, estos países fueron creando un lenguaje político común para revertir estas condiciones.
Aunque esto ha sido contestado por la historiografía, se recuerda a la Conferencia de Bandung en 1955 como un primer momento en la creación de la conciencia tercermundista. La conferencia reunió a 29 delegaciones independientes de Asia y África por iniciativa del primer ministro de Indonesia para discutir el futuro de estas regiones. A decir de Robert A. Mortimer, Bandung fue “en esencia, una celebración de la ola de independencias” que había tenido lugar los últimos años en estos dos continentes. “El mero acto de reunir a la primera generación de líderes nacionalistas creó un sentimiento sin precedentes del cambio y potencial que significaba el Tercer Mundo”. Las diferencias entre los países que se reunieron impidió que se construyeran mayores acuerdos, sin embargo, la preeminencia de la descolonización y la importancia del desarrollo y la cooperación económica quedaron bien establecidos. 
Algo similar ocurrió en la Conferencia de los Países No Alineados de Belgrado en 1961, esta vez convocada por Josip Broz Tito para discutir las amenazas a la paz que la invasión a Bahía de Cochinos acababa de acentuar. A pesar de que, como explica Robert Vitalis, los participantes y espíritu en uno y otro evento no tienen mayores coincidencias, el tema económico y la importancia de organizarse al margen de las grandes potencias es la razón por la cual se suele establecer una idea de continuidad entre ambos . Estas intuiciones estarán presentes en la Carta de Derechos y Deberes Económicos de los Estados y son las que permiten trazar un seguimiento entre la Carta y las dos conferencias.
La Conferencia en Belgrado fue más estricta que Bandung en su convocatoria en tanto no admitió la participación de países que se hubieran adherido a algún pacto militar en el contexto de la Guerra Fría. A su vez, no se restringió a los países afroasiáticos, de ahí que México fuera convocado aunque finalmente no asistiera por evitar un conflicto con Estados Unidos (ver sección: "Diplomacia mexicana"). Esta concepción dio como resultado una coalición “más radical”, según Mortimer, que, sin embargo, tampoco se puso de acuerdo en los objetivos que quería perseguir. Para muestra de los dilemas que enfrentaban basta ver la división entre los protagonistas que relata este autor: el primer ministro de la India, Jawaharlal Nehru, estaba más preocupado por las posibilidades mediación entre el bloque capitalista y el socialista a propósito de la erección del muro de Berlín y los experimentos nucleares de la URSS; por su parte, Gamal Abdel Nasser de Egipto y el propio Tito tenían mayor interés en que la coalición se concentrara en la acción descolonizadora.
Sin embargo, las diferencias políticas del Movimiento de Países No Alineados se atenuaban al momento de discutir el desarme y el tema económico. El Movimiento de los No Alienados convergía sobre la importancia de que los pueblos dispusieran de sus recursos naturales con la misma libertad con la que podían elegir sus sistemas políticos y sociales. Además, el grupo coincidía en la importancia de acabar con el “desbalance económico heredado del colonialismo y el imperialismo” mediante el comercio justo y recomendaba que la ONU estableciera un Fondo Especial para el Desarrollo Económico. Finalmente, en su reporte incitaron al propio órgano internacional a revisar sus mecanismos de representación y los desbalances de poder que existían en su interior.
Así pues, tanto dentro, como fuera de las Naciones Unidas, un coro de voces denunciaba la importancia de establecer un orden económico que le diera a los países menos desarrollados la posibilidad de emprender sus propios caminos económicos sin depender de los países del Primer o Segundo mundo.

### La crisis del dólar
Finalmente, ciertas condiciones coyunturales le dieron a la Carta de Derechos y Deberes Económicos de los Estados propuesta en la UNCTAD un impulso importante a comienzo de los años 70. La Carta fue concebida en medio de la caída del sistema monetario de Bretton Woods y de la crisis energética generada por el embargo establecido por la Organización de Países Exportadores de Petróleo (OPEP) en 1973. La llamada “crisis del dólar” de 1971 llevó al presidente Richard Nixon a tomar una serie de medidas proteccionistas que alteraron por completo las dinámicas comerciales y dejaron al descubierto la vulnerabilidad en la que se encontraban los países más pobres. Entre las medidas adoptadas, estaba una sobretasa de 10% impuesta a las importaciones norteamericanas que afectaron particularmente a países periféricos como México, cuya exportaciones a EU representaban el 70% del total. En calidad de “socio privilegiado”, México buscó llegar a un acuerdo con su vecino del norte, pidiendo que exentara sus productos de la sobretasa. Sin embargo, no tuvo éxito. Esto llevó al gobierno de Echeverría a buscar formas de diversificar sus relaciones comerciales, además de asumir con vehemencia la causa por la justicia comercial.
En ocasión de su primera participación en la Asamblea de la ONU en 1971 (ver El presidente Echeverría y la diplomacia mexicana). Echeverría se basaría en la evidencia de las afectaciones de la crisis del dólar para plantear algunas de sus ideas sobre cómo resolver las desigualdades económicas entre los Estados. Sin embargo, no sería el único en anotar los estragos causados por las decisiones norteamericanas de política económica. En esa misma reunión, el ministro del Exterior de Colombia, Alfredo Vázquez Carriosa, también llamó la atención sobre el tema, y el ministro de Albania, Neti Nase, resumió así la gravedad de la situación para los mercados de todo el mundo:

La nueva política proteccionista de Nixon, su presión sobre los demás países para obligarlos a revaluar sus monedas, son un desafío flagrante lanzado a los asociados de los Estados Unidos y un tributo que el imperialismo norteamericano se esfuerza por imponer a los pueblos de esos países. [...] El pánico que ha cundido en las finanzas y la economía de los países del Mercado Común Europeo, del Japón y de países de América Latina, como consecuencia de la crisis del dólar, demuestra claramente en qué difícil posición trata el imperialismo norteamericano de colocar a sus asociados cuando se trata de proteger sus propias posiciones de hegemonía, y revela en qué bases precarias están las relaciones entre ellos.

La crisis se manifestaría en los propios países desarrollados, que verían aparecer huelgas por todas partes. Como explica Nils Gilman, esto, y el surgimiento de las ideas del Nuevo Orden Económico Internacional, reafirmaron la sensación de una crisis global “que llevaba varios años gestándose en distintos frentes”. Esto probablemente explica la disposición de los países desarrollados a discutir las cuestiones comerciales tras la propuesta de la Carta de Derechos y Deberes Económicos de los Estados, aunque también sus reticencias a adoptar los artículos que amenazaban sus históricos privilegios. 
La otra lección que dejaría esta crisis fue la forma en que la OPEP logró subir los precios del petróleo haciendo ajustes en la producción, una estrategia que mantiene hasta el día de hoy. En su momento, esto le probó al resto del mundo que la organización y la solidaridad entre países productores era posible y deseable para evitar pérdidas económicas. La impresión de que esto se podía hacer con cualquier producto inspiró algunos de los artículos de la Carta referentes a las asociaciones entre países, aunque difícilmente hubiera productos cuya inminente necesidad permitiera ajustar los precios al alza sin generar mayores contracciones en la demanda, como en el caso del petróleo.

## El presidente Luis Echeverría y la diplomacia mexicana
La Carta de Derechos y Deberes Económicos de los Estados fue un compromiso entre naciones de todo el mundo en respuesta a una situación económica coyuntural cuyas consecuencias habían demostrado ser mayores entre los países más pobres. Articuló un programa que daba cauce a demandas que estaban en la arena internacional desde hacía tiempo, aunque la impronta de México, y de su presidente Luis Echeverría, es clara en la creación y difusión del documento. 

### El reformismo de Echeverría
Luis Echeverría llegó al poder en 1970 después de ser secretario de Gobernación en la administración de Gustavo Díaz Ordaz, un sexenio recordado por la masacre de estudiantes del 2 de octubre de 1968 en la plaza de Tlatelolco. Considerando las presiones que estos antecedentes le significaban, el gobierno de Echeverría ha sido interpretado como un ejecutivo marcado por profundas contradicciones. Por un lado, la presidencia de Echeverría se caracterizó por intentos de apertura democrática, atracción de las clases medias y gestos de apoyo a los gobiernos latinoamericanos de izquierda. Por el otro, el gobierno reprimió a los movimientos disidentes dentro de las fronteras mexicanas y particularmente a las distintas expresiones de guerrilla. En este mismo sentido, la política exterior echeverrista muy pronto fue vista como un mecanismo de complacencia y cooptación de los sectores de izquierda críticos con el régimen del PRI.
Sin embargo, algunos autores también la han estudiado como producto del genuino interés del presidente para contribuir a cambiar el orden mundial a favor de los actores subalternos. Además de la Carta de Deberes y Obligaciones Económicas de los Estados, se recuerda la Primera Conferencia Mundial sobre la Mujer de la ONU con sede en la capital mexicana en 1975 como otro de los intentos de Echeverría por mostrarle al mundo que México podía estar a la vanguardia de las relaciones internacionales, y sobre todo del Tercer Mundo. Y en cuestiones comerciales, muy pronto en su sexenio propuso una iniciativa a la ALALC mediante la cual México privilegiaba las importaciones provenientes de Centroamérica que, sin embargo, no encontró apoyo.
Para Christy Thornton, quien ha estudiado el proceso de negociación para la Carta de Derechos y Deberes Económicos de los Estados, la actuación internacional de Echeverría de hecho representaba una continuación coherente de su política interior en la medida en que la Carta proponía una agenda reformista para atajar las desigualdades globales e impedir caminos más radicales. En esto coinciden Ana Covarrubias y Carlos Rico quienes explican que, dada la falta de crecimiento económico y los saldos políticos que había dejado el sexenio de Díaz Ordaz, la política exterior fue parte de una sola estrategia por encontrar alternativas para el desarrollo de México. El propio Echeverría explicó su preferencia por la reforma del sistema social y económico responsable de las desigualdades y el descontento. Además, en su administración hay múltiples ejemplos de este camino de transformación: la masificación de la educación, los intentos por lograr una reforma fiscal progresiva, el regreso a la reforma agraria y la expansión de derechos. 
La convicción reformista de Echeverría era, por otro lado, un argumento de peso en el contexto de la Guerra Fría. Como se lo dijo al presidente Richard Nixon en una conversación telefónica mientras negociaba la Carta de Derechos y Deberes Económicos de los Estados:

Echeverría: Tell Mr. President that in the speech that I will deliver to the joint session of Congress within the hour, I will reiterate my principles of the Third World vis-á-vis the great powers of the world. Because-

Nixon: [Interrupting] The Echeverría Doctrine.

Echeverría: Yes - because if I don't take this flag in Latin America, Castro will. I am very conscious of this.

En vista de lo que pasaba en Chile, Vietnam y en los países en proceso de descolonización, la vía de la reforma que sostenía Echeverría era una opción de cambio con posibilidades de lograr adeptos, tanto en el Tercer Mundo como entre los países industrializados.

### Diplomacia mexicana
Por otro lado, para algunos autores, la Carta de Derechos y Deberes Económicos de los Estados fue moldeada por los ideales económicos, sociales y políticos de la Revolución mexicana plasmados en la Constitución de México de 1917. Christy Thornton reconoce en la Constitución algunas ideas del llamado “desarrollismo mexicano” que fue llevado al ámbito internacional por la diplomacia mexicana en distintos momentos: la Conferencia de París de 1919, la Conferencia Panamericana 1923, la Conferencia Interamericana en Montevideo en 1933, durante la planificación de Bretton Woods en 1944, y en la Conferencia de las Naciones Unidas en La Habana 1948. De hecho, según esta autora, la propia declaración de 1949 en la ONU “cristalizó mucho del activismo [mexicano] de las tres décadas anteriores”.
Otra prueba de la búsqueda de México por incidir en las relaciones económicas internacionales más allá del gobierno Echeverría está en los esfuerzos de su antecesor, Adolfo López Mateos, cuyo sexenio (1958 a 1964), estuvo marcado por el descontento de diversos sectores obreros que demandaban mejores condiciones de seguridad social. El presidente buscó alternativas a la dependencia económica que México había generado con Estados Unidos lo que, como ha estudiado Vanni Pettinà, llevó a López Mateos a desarrollar una política internacional más autónoma que la de sus predecesores y lo acercó al Movimiento de Países No Alineados. En las declaraciones emitidas durante los viajes que realizó a la India, Indonesia y la entonces Yugoslavia, el presidente reconoció la necesidad de crear relaciones económicas más justas y balanceadas, pues de otro modo, las desigualdades serían una amenaza latente para la paz global. Esta idea la repetiría Echeverría en la Asamblea General de la ONU en 1971.
Aunque México fue convocado a la reunión de Belgrado, finalmente decidió no participar. Pettinà ha interpretado esto como una maniobra que le permitió al presidente mexicano mantenerse cerca de los países del Tercer Mundo, al tiempo que negociar una serie de créditos de proveniencia estadounidense. Estos hechos diplomáticos fundamentaron la participación de México al año siguiente en la Conferencia de El Cairo, instancia que fue muy importante para seguir con las conversaciones sobre la desigualdad económica que eventualmente resultarían en la participación de Echeverría en la UNCTAD (ver sección: "Los esfuerzos de las Naciones Unidas por la igualdad de los Estados").

### El presidente Echeverría en la arena internacional
La Carta propuesta por el presidente Echeverría combinó bien la necesidad de administrar las relaciones económicas entre los países –una conversación que llevaba varios años presente dentro y fuera de la ONU–, con el peso de la tradición diplomática mexicana y sus propias ideas sobre la relación entre los países. Todo esto, en un momento que era favorable a la acción de las naciones periféricas no solo por la fuerza que la idea tercermundista había adquirido en el marco de la Guerra Fría, sino por las tensiones económico-comerciales detonadas por la crisis del dólar de principios de 1970. 
La primera vez que el mandatario mexicano planteó sus ideas sobre el rumbo que había de tomar la economía mundial fue en la Asamblea General en 1971. En un discurso en el que reconocía la importancia de la ONU para promover “el diálogo permanente a pesar de diferencias ideológicas o económicas entre las naciones del mundo”, ratificó la adhesión de México a los principios de esta institución dada la propia tradición mexicana y habló de sus esperanzas en una verdadera integración de América Latina. En este sentido manifestó públicamente su apoyo a iniciativas como el Sistema Económico Latinoamericano (SELA), un organismo intergubernamental concebido en 1975 para coordinar estrategias económicas en la región.
Echeverría reconocía los esfuerzos para disminuir las tensiones internacionales que procuraba la ONU, por lo que en su discurso celebró la entrada de la República Popular de China a éste órgano y el reconocimiento de las naciones recientemente independizadas. Celebró, asimismo, la búsqueda por el desarme mundial y recordó que el Tratado de Tlatelolco, firmado en México en 1967, era muestra de este compromiso. A pesar de ello, Echeverría aseguraba que no se alcanzaría la paz mundial hasta que la desigualdad de las relaciones económicas entre las naciones se resolvieran. Para el presidente de México, la crisis monetaria de ese momento era el mejor ejemplo de “la deficiencia de los mecanismos reguladores creados al término de la Segunda Guerra Mundial, que conciliaron los intereses de los países más fuertes y establecieron un sistema financiero notoriamente favorable a una economía dominante”. Una tendencia que había que revertir.
El diagnóstico económico de Echeverría coincidía con los puntos expuestos en la Declaración de Argel, que citó en su discurso como una de las evidencias de la fuerza política de la solidaridad entre las naciones en vías de desarrollo. En ese mismo espíritu, declaraba: “Formulo votos por que a la era de descolonización política que hemos vivido suceda otra de descolonización económica significada por el progreso compartido entre las naciones y por su actuación solidaria y efectiva en la solución de los problemas que a todos nos atañen”.
Poco después, el 19 de abril de 1972, en la tercera UNCTAD celebrada en Santiago de Chile, el presidente retomó su diagnóstico sobre la situación económica mundial y la poca disposición de los países desarrollados, tanto capitalistas como socialistas, a mejorar la situación de los pueblos marginados, “por la estructura bipolar del poder y la prolongación de luchas hegemónicas [...]”. Frente a estas dinámicas, proponía activar a la UNCTAD, cuya “filosofía y método [...] son hoy, con mayor razón que ayer, la única alternativa viable de progreso y supervivencia”. Ésta debía ser el espacio en cual concebir una Carta de Derechos y Deberes Económicos de los Estados complementaria de la Declaración Universal de los Derechos del Hombre, sentenció.
Entre las cuestiones más importantes de este discurso destaca la insistencia en que se reconociera y respetara la idea de que el mar patrimonial había de extenderse hasta 200 millas –a discutirse en la Conferencia Mundial sobre el Derecho al Mar ese mismo año–, como una propuesta hermanada al respeto y conservación de las especies en peligro de ser exterminadas. Y en segundo lugar, el hecho de que Echeverría usara el término del “Tercer Mundo”, al cual recurriría a partir de entonces también en sus discursos para el público mexicano.
Mientras la Carta estaba en proceso de discusión en la ONU, el presidente Echeverría se dedicó a promoverla viajando a diversos países. Entre 1973 y 1974 recorrió Europa, Asia y América Latina. Algunos de los viajes dieron lugar a conferencias de prensa o declaraciones conjuntas que se reunieron y comentaron en la revista mexicana Foro Internacional y que son de interés porque permiten comparar las posturas iniciales de los países con respecto a la Carta y su voto final en la ONU. Así, por ejemplo, Bélgica, que había manifestado su apoyo en un primer momento, finalmente votó en contra y Canadá, que también había dicho que la sostendría, se abstuvo. Por su parte, Gran Bretaña, que nunca se mostró a favor, votó en contra y Francia, que desde un principio habló de la importancia de que la iniciativa fuera apoyada por el resto del mundo, en vista de la votación final prefirió abstenerse.
Otro de los viajes de Echeverría que destaca es el que hizo a Brasil. A la luz de la crisis del petróleo, que afectaba a México y a Brasil de formas muy parecidas, el presidente pudo contrastar sus ideas para el desarrollo con las de sus homólogos brasileros. Como relató el académico Carlos Arriola, México apostaba por una estrategia basada en la solidaridad mundial, mientras que Brasil era de tipo “bilateralista”, lo cual refleja la existencia de otras ideas y estrategias para el avance de las naciones más pobres que estaban en el aire mientras se discutía la Carta de Derechos y Deberes Económicos de los Estados.
Finalmente, la visita que hizo el presidente mexicano a la UNESCO durante su viaje a París resume bien sus expectativas de los organismos internacionales: “romper la inercia acumulativa de la dependencia”, reorientar el uso de la inteligencia, compartir el acceso a la tecnología y responsabilizarse del patrimonio medioambiental compartido. Su deseo era que “el fin de la Guerra Fría no se convierta en un nuevo páramo en donde se imponga la voz de los poderosos”.

## Preparación y negociaciones
Tras la presentación del proyecto de la Carta en la UNCTAD, en 1972, se acordó que un grupo de trabajo compuesto por 40 países de características variadas se encargara de su elaboración. Entre muchos encuentros informales, este grupo se reunió oficialmente en Ginebra tres veces y una vez en la Ciudad de México a lo largo de casi tres años. En estas reuniones discutieron y modificaron los contenidos de la Carta original escrita por un grupo de colaboradores del presidente Echeverría entre los que estaban Alfonso García Robles, representante de México ante la ONU, Gustavo Petriccioli, subsecretario de ingresos, Eliseo Mendoza Berrueto, subsecretario de comercio, y Porfirio Muñoz Ledo, subsecretario de gobernación.
Como relató el diplomático y abogado Jorge Castañeda y Álvarez de la Rosa, presidente del grupo revisor de trabajo, las negociaciones tardaron mucho dado que los países condicionaron sus votos al apoyo que a su vez obtuvieran para sus propuestas. Y porque, a partir de la segunda sesión que tuvo lugar en el otoño de 1973, la crisis energética, la caída de precios de ciertas materias primas y los procesos inflacionarios llevaron a la mesa nuevos temas y preocupaciones.
Hubo países que si bien apoyaban la Carta, consideraban que ciertas iniciativas eran insuficientes y proponían un enfoque más radical. Según cuenta Thornton, este fue el caso de países como Perú, Chile y Cuba que, en 1971, insistieron en que había que reformar el sistema monetario internacional y crear instituciones financieras globales que sirvieran al Tercer Mundo.
Aunque hubo temas que fueron especialmente controvertidos y requirieron de comisiones especiales para resolverse, Castañeda y Álvarez de la Rosa también dejó constancia de los casos en que un solo país se opuso a alguno de los artículos, pero retrasó el avance general dado el requerimiento de unanimidad para la aprobación final de la Carta. Aunque en la votación final hubiera ciertos patrones, para Castañeda, la oposición estaba, de hecho, "totalmente dispersa”. Los casos que resume son una buena muestra de las prioridades particulares de los países:

Argentina se opuso al artículo 30, relacionado con la preservación del medio ambiente; Chile al 20, que recomendaba a los países en vías de desarrollo a intensificar su comercio con los países socialistas [esto, después del golpe de Estado a Salvador Allende en 1973]; Brasil al artículo 3 sobre los recursos naturales comunes; China al artículo 15 que trataba del uso de los recursos liberados por las medidas de desarme en favor de los países en vías de desarrollo. El grupo de Estados Socialistas, lo mismo que Estados Unidos, fueron los únicos en oponerse al artículo 29 sobre el principio de los fondos marinos en tanto patrimonio común de la humanidad. Los importantes artículos 4 y 29 se referían a la no discriminación en el comercio internacional y al trato de la nación más favorecida, respectivamente, fueron motivo de desacuerdo de la Comunidad económica europea y de los Estados socialistas. El artículo 5 relativo al derecho de formar asociaciones de productores de materias primas fue mucho mayor sujeto de discusión de Estados Unidos y Japón que de los Estados de la Comunidad económica europea. El artículo 6 sobre la responsabilidad de los Estados de promover una corriente de intercambio regular y el acceso al mercado de todos los productos comerciales fue objeto de disputa solamente de la Comunidad económica europea.

Por otro lado, los cables y otras fuentes diplomáticas que ha estudiado Christy Thornton muestran que Estados Unidos siempre estuvo dividido. Al momento de votar la Carta en la ONU, el secretario de Estado Henry Kissinger quería que EUA se abstuviera, pero Robert S. Ingersoll del Departamento de Estado y el embajador John Scali se manifestaron a favor. Finalmente, Estados Unidos votó en contra con un discurso que el editorial de la revista mexicana Comercio Exterior resume así: “al triunfar la Carta en la Comisión Económica de la Asamblea General, el jefe de la delegación de Estados Unidos pronunció un discurso público en el que se refirió a la ‘tiranía de las mayorías’ en la ONU y amenazó –de manera velada– con el retiro eventual de su país, si estas mayorías seguían actuando contra los intereses de los países ricos, en vista de una supuesta falta de ‘apoyo para el organismo mundial en la opinión pública norteamericana’”.
Pero las dudas no sólo vinieron de los gobiernos nacionales, sino de la industria privada y otras instituciones. Así, en diciembre de 1974, el Consejo de Comercio Internacional que representaba alrededor de 600 compañías multinacionales basadas en Estados Unidos declaró que la Carta “disuadirá la inversión privada extranjera, si no es que la detendrá por completo”. Y como también ha probado Thornton ,la Cámara Internacional de Comercio y la Barra de Abogados de Estados Unidos cabildeó activamente en contra de la Carta. Esto se debió sobre todo al artículo 2, que hablaba del derecho de las naciones a expropiar sus recursos con la indemnización que “considerara pertinente”, lo cual a Charles N. Bower y John Tepe, de la Barra de Abogados de Washington, por ejemplo, les parecía que iba en contra del derecho internacional.
Dadas las dificultades para alcanzar un acuerdo unánime, mientras se acercaba la fecha para la reunión de la Asamblea General en que la Carta sería votada, se acordó que el Grupo de los 77 redactara un proyecto de texto completo que considerara las discusiones anteriores. 120 países votaron a favor, mientras que Estados Unidos, Gran Bretaña, la República Federal de Alemania, Bélgica, Luxemburgo y Dinamarca votaron en contra, probando que los desacuerdos no habían logrado superarse. Las abstenciones no fueron menos relevantes: Austria, los Países Bajos, Canadá, España, Francia, Japón, Noruega, Irlanda, Israel e Italia. Aunque sus reservas no eran por las mismas razones, lo que la votación final muestra es que los países desarrollados en general no apoyaron la Carta de Derechos y Deberes Económicos de los Estados.

## Adopción y fracaso
Antes de que la Carta se presentara en la Asamblea General de Naciones Unidas, y tras dos años de arduas negociaciones, Echeverría sabía que el voto podría no ser favorable. En su Cuarto Informe presidencial explicó que el documento no renunciaría a sus principios: no "nos interesa una Carta claudicante, ni un derecho mediatizado". "Estamos decididos a mantener sus principios fundamentales y si las potencias no aceptan cooperar con nosotros, la Carta será, de todos modos, una convicción permanente en la lucha por la liberación de los pueblos del Tercer Mundo".
Según Ana Covarrubias, los resultados de la votación impidieron que la Carta tuviera el alcance necesario para crear un nuevo orden económico internacional. Si bien esto podría haber sido subsanado de seguirse el artículo 23 que llamaba a la revisión y modificaciones constantes de la misma con reuniones cada cinco años, las discusiones nunca tuvieron lugar. Esto, a pesar de que Kurt Waldheim, secretario general de la ONU desde 1972, le escribiera al ministro de Gobernación mexicano, Mario Moya Palencia, tras la aprobación de la Carta diciéndole que "la cláusula relativa al examen periódico de sus disposiciones constituirá uno de los instrumentos básicos por medio de los cuales la Asamblea General procurará, de una manera sistemática y cabal, ampliar las esferas de acuerdo y reducir las posibles controversias…".
En general se considera que el fracaso de la Carta de Derechos y Deberes Económicos de los Estados para modelar efectivamente las relaciones comerciales entre las naciones, se debió a que el documento no era vinculante en términos jurídicos. Es decir, los países no estaban obligados por ninguna ley a cumplir con sus disposiciones. Esto era un problema sobre todo considerando las reticencias de los países industrializados. Después de advertir el desacuerdo entre los delegados de la ONU tras apenas su segunda sesión de trabajo, el abogado Joseph C. Vanzant señaló que el éxito del documento dependería solamente de que éste fuera vinculante.
Después de su aprobación con las negativas y abstenciones comentadas, Castañeda y Álvarez de la Rosa reflexionó sobre el proceso de discusión de la Carta que había estado a su cargo. A su parecer, la falta de unanimidad impidió determinar el significado jurídico de la Carta y, por lo tanto, la hizo inefectiva. Para los países en desarrollo que la habían aprobado no tenía sentido comprometerse a una serie de reglas que los países industrializados rechazaban, explicó el embajador. Así, el documento que en un principio se había pensado como un instrumento obligatorio, quedó como una simple resolución de la Asamblea General de Naciones Unidas que "no tienen, por sí mismas, carácter obligatorio". Algo similar plantearon los académicos Salo Engel y Gonzalo Sáenz en1972 a propósito de la dificultad de hablar de derechos y deberes de los Estados desde el punto de vista del derecho positivo.
Las consecuencias negativas de que la Carta no fuera vinculante eran evidentes para los editores de la revista Comercio Exterior, quienes a fines de 1974 señalaban: “Algún día se escribirá la historia de las negociaciones de la Carta. Entonces, el mundo tendrá a la vista amplia y detallada evidencia de las maniobras de esos países que, insistiendo verbalmente en que la apoyarían, hicieron todo lo imaginable para transformarla en un documento débil e inocuo que avalara muchas prácticas internacionales de corte colonialista y neocolonialista, inaceptables tanto para el Tercer Mundo como para los países socialistas”. Tras la revisión de los archivos sobre la negociación, Thornton secunda esta idea: “Al asegurarse que no hubiera compromiso legal efectivo, los países industrializados se protegieron de las demandas de lo que veían como un Tercer Mundo muy unificado”.
Una perspectiva interesante sobre el proceso la dio François-Xavier Ortoli en un libro convocado por el secretario de Gobernación mexicano Moya Palencia para difundir el contenido e importancia de la Carta de Derechos y Deberes Económicos de los Estados. El entonces ministro de la Comisión Europea escribió que la falta de consenso se había debido a la prisa de algunos países en vías de desarrollo de "forzar la rápida adopción de la Carta", y la "falta de reflexión" e "insuficiente búsqueda de soluciones" por parte de los países desarrollados. Y relata que los países de la Comunidad Económica Europea buscaron extender las discusiones hasta 1975 para tener tiempo de resolver los desacuerdos, sin obtener el apoyo de "la gran mayoría". Por otro lado, Ortoli explicó que muchas de las reivindicaciones legítimas del Tercer Mundo necesitaban de la intervención del Estado, algo que impedían las legislaciones de los países industrializados con economía de mercado, y que "podrían ser ser aceptadas mucho más fácilmente si los países a quienes se dirigen fueran países con economía de Estado o dirigidas".
Sin embargo, además de la dimensión conceptual, para Castañeda y Álvarez de la Rosa, el fracaso fue también resultado de la “insuficiencia de la acción de la ONU al momento de movilizar la conciencia de las sociedades afluentes y convencerlas de que el bienestar generalizado y compartido serviría a su propio interés”. Por su parte, el historiador Niels Gilman plantea que en general faltó consenso alrededor de los fines políticos del Nuevo Orden Económico Internacional, pues el acuerdo de mejorar la posición económica de los países nunca hubiera sido suficiente para lograr un documento potente.

### Complicaciones económicas
Junto a las disposiciones jurídicas de la Carta, una serie de condiciones económicas coyunturales clausuraron el margen de acción del documento. Como escribió Víctor Urquidi en julio de 1979, los efectos de la crisis económica de la segunda mitad de la década habían impedido cualquier avance significativo en la adopción de la Carta de Derechos y Deberes Económicos de los Estados y del Nuevo Orden Económico Internacional en su conjunto:

En virtud de que la Carta de Derechos y Deberes Económicos de los Estados está cada día más lejos de implementarse en la forma en que fue aprobada en 1974 por la Asamblea General de las Naciones Unidas [...] son de señalar los escasos o casi nulos progresos en el Diálogo Norte-Sur de París en 1976, el estancamiento de los códigos sobre transferencia de tecnología y sobre empresas transnacionales, el fracaso de la UNCTAD V en Manila en mayo de 1979, y el resultado sumamente limitado de la Conferencia de las Naciones Unidas sobre Ciencia y Tecnología para el Desarrollo (Viena, agosto de 1979). Tal vez en materia de Derecho del Mar pueda anotarse un ligero avance. La situación de crisis de la economía y las finanzas mundiales está, por supuesto, condicionando toda medida en pro de un Nuevo Orden Económico Internacional.

Para Niels Gilman la aparente irrelevancia del documento en contexto económico distinto al de principios de los setenta se completó definitivamente en 1981, cuando el presidente estadounidense Ronald Reagan declaró que Estados Unidos no discutiría más la arquitectura de gobierno de la economía global. La crisis de la deuda latinoamericana un año más tarde dejó a estos países sin mayores posibilidades de negociación.
En términos simbólicos, México logró su objetivo de posicionarse como país líder del Tercer Mundo, llegando a dirigir –entre 1974 y 1975– el Grupo de los 77. Sin embargo, como ha señalado Yoram Shapira, un año después de que Echeverría dejara la presidencia los innovadores esfuerzos del entonces expresidente mexicano para regular las relaciones económicas del mundo desaparecerían “[por ser] un elemento que estaba más unido a sus necesidades políticas y a su particular evolución política. [...]”, que a las necesidades del país.
La crisis económica de la segunda mitad del sexenio de Echeverría y la fuerte devaluación del peso determinaron el final para su gobierno. Muchos de sus críticos atribuyeron el fracaso a “la política salarial, la creciente participación del Estado en la economía, la política de gasto público y su financiamiento, el trato con la iniciativa privada local y extranjera e, inclusive, lo que le dio en llamar ‘el estilo personal de gobernar’”. La Carta por la que se había esforzado tanto no parecía haber tenido efecto ni fuera ni dentro de las fronteras mexicanas.

## Legado de la Carta de Derechos y Deberes Económicos de los Estados
A pesar del esfuerzo que representaron, la Carta de Derechos y Deberes Económicos de los Estados y el Nuevo Orden Económico Internacional están olvidados, en buena medida porque no logró los resultados esperados. Como resume Gilman, “a pesar de que la idea del NIEO [por sus siglas en inglés] reverberó por los pasillos del poder en Washington y Nueva York hasta Argel y Dar es Salaam a finales de los setenta, durante la década de 1980 se perdió de vista y fue reemplazado por discusiones sobre ajustes estructurales, el consenso de Washington y el ‘fin de la historia’”.
Recientemente, la historiografía que busca entender la Guerra Fría en latitudes distintas a las de los bloques capitalista y socialista ha retomado las formas en que el llamado Tercer Mundo resintió y sorteó esas décadas de conflicto mundial. Esto ha permitido el análisis de sus expectativas, demandas y propuestas, entre las cuales se encuentra la Carta impulsada por el presidente mexicano Luis Echeverría y los preceptos del Nuevo Orden Económico Internacional. 
Las injusticias propiciadas por la lógica económica y comercial de las que Echeverría se volvió vocero son fundamentales y continúan siendo aleccionadoras. Como escribió el importante economista Raúl Prébisch en el libro coordinado por Moya Palencia citado arriba: "en el campo internacional la distribución del fruto del progreso técnico de la periferia, entre la y los centros, obedece al juego de relaciones de poder. Las fuerzas del mercado sirven generalmente a esas relaciones de poder [...] de ahí la trascendencia histórica de la iniciativa de la Carta de Derechos y Deberes Económicos de los Estados".
En este tenor, siguiendo a Jennifer Wenzel, Niels Gilman propone ver las ideas del Nuevo Orden Económico Internacional –y de la Carta propuesta por Echeverría– no como fallas, sino como unfailures: esfuerzos que si bien en su momento no cumplieron con sus ambiciones, hoy son “visiones proféticas, un lenguaje disponible para que las generaciones futuras articulen sus propios sueños e ilusiones”. El propio Víctor Urquidi, lo expresó así en su momento: “La Carta, si bien no ha sido aceptada por todos los países, constituye un instrumento válido de las Naciones Unidas y será norma que servirá indudablemente para orientar las discusiones internacionales en el campo de la cooperación económica y en materias afines”.